# Alain Billard
Pour les articles homonymes, voir Billard (homonymie).
Alain Billard, né en 1971, est un clarinettiste français, spécialiste des grandes clarinettes telles le cor de basset, la clarinette basse et la clarinette contrebasse. Il joue aussi à l'occasion de la guitare basse.

## Biographie
Alain Billard commence la clarinette à l’âge de cinq ans avec Nino Chiarelli à l’École de musique de Chartres (Eure-et-Loir). Il intègre le groupe musical de ses parents, composé de musiciens aux horizons divers qui inspireront sa carrière. Il poursuit ses études auprès de Richard Vieille au Conservatoire National de Région de Paris (CNR) (médaille d'or en 1990, Prix d'excellence en 1992) puis au Conservatoire national supérieur de musique et de danse de Lyon dans la classe de Jacques Di Donato (1992-1995) et y reçoit le diplôme d'études supérieures en musique (DESM).
Alain Billard occupe le poste de clarinette basse (jouant aussi clarinette, cor de basset et clarinette contrebasse) au sein de l’Ensemble intercontemporain depuis 1995, au côté d'Alain Damiens.
Alain Billard a travaillé avec de nombreux compositeurs du XXe siècle, notamment Pierre Boulez, Luciano Berio, György Ligeti, Karlheinz Stockhausen, Philippe Manoury, Michael Jarrell, Pascal Dusapin, Bruno Mantovani et Yann Robin.
Fréquemment invité comme soliste par de grands orchestres nationaux et internationaux, il crée et enregistre de nombreuses œuvres parmi lesquelles Machine for Contacting the Dead (2001) de Liza Lim, Génération (2002), triple concerto pour trois clarinettes de Jean-Louis Agobet, Mit Ausdruck (2003), concerto pour clarinette basse et orchestre de Bruno Mantovani, Décombres (2007) de Raphael Cendo, Del reflejo de la sombra (2010) d’Alberto Posadas avec le quatuor Diotima et La Grammatica del soffio (2011) de Matteo Franceschini. François Meïmoun lui a dédié une sonate pour deux clarinettes (2011). 
Il est le dédicataire du cycle Art of Metal I, II, III (2007-2008) pour clarinette contrebasse, ensemble et électronique de Yann Robin, et d'autres oeuvres.
En 1992, il fonde le Quintette à vent Nocturne, avec lequel il obtient un premier Prix de Musique de chambre au Conservatoire de Lyon, le deuxième Prix du Concours international de musique de l'ARD à Munich et le Prix de Musique de Chambre d’Osaka (Japon).
Il crée aux côtés d’Odile Auboin (alto) et Hideki Nagano (piano) le Trio Modulations, pour lequel les compositeurs Marco Stroppa, Bruno Mantovani et Philippe Schoeller lui dédient de nouvelles œuvres.
Alain Billard participe activement aux travaux de recherche et de développement de nouvelles techniques instrumentales,, (emploi de capteur et d'effets électro-acoustiques avec la SmartBassClarinet, bec en métal sur une clarinette contrebasse en métal...). Il collabore régulièrement avec l’IRCAM et le facteur d'instrument Selmer.
Il est professeur de clarinette basse au CNSMDP depuis septembre 2013.
Il joue régulièrement avec des musiciens d’horizons divers (Le Triton...), et complète sa palette instrumentale avec le tuba, le saxophone et la guitare basse.

## Discographie sélective
- Schubert Dialog, incluant la pièce de  Bruno Mantovani: Mit Ausdruck, avec Alain Billard (clarinette basse), Bamberger Symphoniker, Jonathan Nott (direction), (Tudor TUD7132, 2005).
- Jean-Louis Agobet, Génération, Feuermann, Ritratto Concertante, Phonal: Génération avec Alain Billard, Michel Portal (clarinettes basse), Paul Meyer (clarinette), (label Timpani – 1C1094, 2005).
- Bruno Mantovani, Art d'Echo - Da Roma pour clarinette, alto et piano - Blue girl with red wagon - Little Italy - L'ère de rien pour flûte, clarinette et piano : avec Ensemble l'Itinéraire, Trio Modulations, Mark Foster (chef), (Sismal Records SR001, 2007).
- Luciano Berio, The Complete Sequenzas, Alternate Sequenzas and Works for Solo Instruments, (Mode Records, 2007).
- Yann Robin, Vulcano / Art Of Metal I, III avec Alain Billard, Susanna Mälkki, Ensemble Intercontemporain, IRCAM - Centre Pompidou, (Kairos 0013262KAI, 2012).
- Matthias Ockert (de), Laminar Flow. avec Ensemble Modern: Renate Greiss-Armin (flûte), Alain Billard (clarinette Basse), Sébastien Vichard (piano), Jagdish Mistry (violon), Eva Böcker (violoncelle), Matthias Ockert (guitare électrique), Gérard Buquet (direction), Manuel Nawri, (direction), Yanni (Interprète), (Wergo World Format, 2013).
- Pierre Boulez, Oeuvres complètes, dans Don (Du Poème) : «Je T'Apporte L'Enfant D'Une Nuit D'Idumée», Improvisation Sur Mallarmé: I «Le Vierge, Le Vivace Et Le Bel Aujourd'hui», II «Une Dentelle S'Abolit», III «A La Nute Accablante Tu» avec Alain Billard (clarinette basse); dans Improvisé - Pour Le Dr Kalmus pour cinq instruments, Dérive 1: Très Lent, Immuable, pour six instruments, avec Alain Billard (clarinette), (Deutsche Grammophon, 2013).
- Vincent David, Flows incluant la pièce de Yann Robin: Schizophrenia avec Alain Billard (clarinette) et Vincent David (saxophone soprano), (NoMadMusic, 2018)